# Горня Глина
45°08′ пн. ш. 15°38′ сх. д. / 45.14° пн. ш. 15.63° сх. д.
Горня Глина (хорв. Gornja Glina) — населений пункт у Хорватії, у Карловацькій жупанії у складі міста Слунь.

## Населення
Населення за даними перепису 2011 року становило 144 осіб.
Динаміка чисельності населення поселення: